# Martinsville (Illinois)
Martinsville è un comune degli Stati Uniti d'America, situato in Illinois, nella Contea di Clark.